# La Jagua de Ibirico
La Jagua de Ibirico es un municipio de Colombia, situado en el noreste del país en el departamento de Cesar. Al norte limita con el municipio de Becerril, al sur con Chiriguaná, al este con Venezuela y al oeste con Chiriguaná y El Paso. Está a 118.4 kilómetros de la capital departamental, Valledupar. La actividad económica más importante es la explotación de carbón, siendo uno de los grandes centros mineros de Colombia.

## Historia
El español Juan Ramón de Ibirico, fundó la población en el año 1771. Los enfrentamientos con los indígenas fueron necesarios para poder establecer la fundación. Pero fue en el año de 1979 que nació el municipio de "La Jagua de Ibirico".

## División Político-Administrativa
Además de su Cabecera municipal. La Jagua de Ibirico tiene bajo su jurisdicción los centros poblados:
- Boquerón
- La Victoria de San Isidro
- La Palmita

## Hidrografía
Hidrográficamente se encuentra bañado por ríos, riachuelos y arroyos que se desprenden de las fuentes o manantiales que existen en la cordillera oriental y bajan irrigando las tierras planas, beneficiando el desarrollo de la agricultura. Actualmente, los ríos Sororia y Tucuy, principales caudales del municipio, enfrentan un alto riesgo de contaminación, debido a los residuos provenientes de la explotación carbonífera en el área y al uso de sus aguas para cultivos industriales, que usan insumos tóxicos. 
A fin de caracterizar el recurso vegetal y de manera especial los bosques que permanecen en el área en las partes altas como protectores de aguas y suelos y los de galería en algunas márgenes de ríos y quebradas, a continuación se realiza una descripción de los mismos, partiendo de las zonas de vida dominantes. 
- Bosque Seco Tropical:

La temperatura es mayor de 24 °C y sus promedios anuales de precipitación varían entre 1.000 y 2000 mm, con alturas que oscilan entre los 40 y 800 m.s.n.m. con topografía plana, ondulada o ligeramente quebrada, presentando una vegetación bastante boscosa. Estos bosques están desapareciendo debido a las condiciones climáticas y ecológicas que se presentan. Un factor principal que tenemos es el acondicionamiento de terreno para la expansión de cultivos, debido a esto se talan los bosques existentes, disminuyendo la cobertura de estos.
En estas áreas el bosque natural ha sido destruido casi en su totalidad por acción antrópica, para dedicarlas al pastoreo o a cultivos. La poca vegetación existente es achaparrada, de porte bajo y de escaso valor comercial, siendo sus especies dominantes el Pelá (Vachellia farnesiana), Cruceto (Randia armata), Peonia (Bejuco arbus precatorias), Mosquera (Cotón ferrugineus) y Pimiento (Schinus molle).
Los habitantes utilizan estas especies en la construcción de sus viviendas, en cercas para potreros o bien como sombrío para el ganado.
Las especies de flora más importantes son:
Algarrobo
Almendro
Bambú
Caracolí
Caraño
Carreto
Dividivi
Guacamayo
Guadua
Guamo
Guásimo
Palma de vino
Ceiba tolua
Trupillo
Iguá
Camajón
- Bosque Húmedo Tropical:

Caracterizados por una temperatura media superior a los 24 °C y la precipitación promedia varía entre los 2000 y los 4000 mm, con alturas de 800 a 1000 m s. n. m. y con una topografía variable, pertenece al zonobioma húmedo ecuatorial en el sistema de clasificación por tipos de biomas.
Dentro de este tipo de bosque se observan especies específicas de las familias Araceae, Musinaceae Baril y Piperaceae, Carbonero (Abarema sp), Cedro (cedrela sp), Agarrobo (Himenea coubaril), Guamo (Imga sp), Laurel (Ocotea sp), Hobo (Spondias mombin), 
Las especies de flora más importantes son:
Algarrobo
Aguacate
Aceituno
Dormidera
Guamo
Guáimaro
Helecho
Platanillo
Pionía
Yarumo
Vara santa
Higuerón
Caimito
Cedro
Caracolí
Carreto
Ceiba tolua
Algarrobo
Roble
- Bosque Muy Húmedo Premontano:

Caracterizado por una temperatura media superior a 24° C, precipitación promedio anual de 2000 a 4000 mm, en alturas de 800 a 1000 m s. n. m. y topografía variable.
Las especies más representativas de flora, especialmente arbórea que aún se localizan es esta formación, son:
Aguacatillo
Caracolí
Cucharo
Encenillo
Carbonero
Cordoncillo
Gusanero
Puntelanza
Cedro
Laurel
Guamo
Bosque Muy Húmedo Montano Bajo:
Con temperatura 12 a 18 o C y precipitación entre 2000 y 4000 mm, y de 1900 a 2800 m.s.n.m. Se encuentra en las estribaciones de la serranía del Perijá.
Algunas especies de flora en el área son las siguientes:
Cedro
Copey
Aguacatillo
Chusques
Guamo
Guardarocío
Helechos
Musgos
Pionía
Encenillo
Cedro
Manzano
Arenillo
Arrayán
Laurel
Pino colombiano
Epífitas
Granadilla
Líquenes
Ruda

## Economía
Desde el punto de vista económico y como característica sobresaliente antes de la era del carbón, La Jagua de Ibirico a través de toda su historia fue un pueblo básicamente agrícola. En época reciente fue centro arrocero de la región. También produjo cacao, caña de azúcar, café -que aunque en poca escala, satisfacía la demanda local-; y se cultivó en gran escala sorgo y ajonjolí. En cuanto a cultivos tradicionales, especialmente de yuca, plátano, ñame, ahuyama, malanga y batata fueron los más comunes y abundantes. La producción de aguacate se daba considerablemente, aunque recolectado sólo para consumo doméstico, pues nunca se miró como renglón de explotación económica. Pese a ello, últimamente su cultivo se ha convertido en importante renglón económico, ya que su fruto es llevado a mercados de Tunja y Santafé de Bogotá. En donde se consumen más de siete millones de unidades al año procedentes del municipio.
Fue a partir de los últimos 30 años cuando la agricultura empezó a tecnificarse y a cultivar grandes extensiones de tierras. Inicialmente se cultivó masivamente algodón; posteriormente arroz. Este último adquirió tal importancia que la región se convirtió en el centro arrocero más importante del Cesar, e impulsó la formación de la Federación local de arroceros y la constitución de la infraestructura necesaria, con oficinas, molinos y bodegas de almacenamiento que le dieron una gran dinámica a la economía local.
El maíz y el sorgo también se cultivaron con nuevas técnicas y a gran escala llegando a producir anualmente un promedio de 800 toneladas de ambos cultivos. El café también pasó en época reciente a ser un importante renglón de exportación, lo cual permitió la agremiación de los productores, afiliándose al comité Departa mental del Cesar y la Guajira, al cual le venden su producción en Valledupar.
Otro renglón económico de mucha importancia, lo representa el sector pecuario. Aproximadamente el 43% del área territorial del municipio se dedica a actividades de ganadería, la cual se explota en la producción de carne y leche, constituyendo este renglón una importante fuente de economía para el municipio, en donde sobre sale la cría de ganado criollo, cebú y pardo suizo. También es importante y creciente la cría de ganado ovino especialmente camero.
La pesca como renglón de la economía es ejercida por un escaso número de personas en épocas de subienda. Pero la actividad ha sido fortalecida por el plan nacional de rehabilitación PNR y la administración municipal. En desarrollo de los diferentes proyectos se han construido más de 30 estanques piscícolas, con la debida capacitación a campesinos y juntas de acción comunal, dando como resultado una producción considerable para el sostenimiento de muchas familias. Las especies más cultivadas en esta zona son cachama, tilapia roja y mojarra.
En cuanto a la minería, se cree que las primeras vetas de carbón fueron descubiertas en 1874 por el investigador inglés Jhon May, quien alertó sobre la existencia de unos ricos yacimientos carboníferos en territorio de lo que hoy es el Cesar y La Guajira. Aseguraba May entonces, que eran carbones de tal calidad que serían la redención de estas provincias; para lo cual hizo algunas proyecciones e incluso explicó la forma como se podía explotar.
Siendo ministerio de minas y energía el doctor Carlos Rodado Noriega, durante el mandato de Belisario Betancourt, se hizo un contrato de explotación de carbón con la empresa multinacional Marathon. Debido a irregularidades presentadas en la realización, dicho contrato fue anulado, saliendo favorecida en la nueva adjudicación, la Empresa Colombiana Carbones de Colombia, Carbocol. Posteriormente, el ministerio de minas formalizó la creación de Ecocarbón, con la misión de controlar la explotación de los carbones del país y finalmente Minercol.
A partir de 1990 el carbón entró a ser considerado como una de las principales fuentes energéticas mundiales y es así que se ha convertido en objeto de producción económica y alternativa de desarrollo para la región. Al Municipio le corresponden reservas por un monto aproximado a los 2000 millones de toneladas, localizadas en las minas a escasos 5 kilómetros de la cabecera municipal, en un área de 6911 hectáreas, adjudicadas para su explotación a diferentes proyectos y empresas.

## Vías de comunicación
Terrestres
De Valledupar se puede llegar por transporte terrestre aproximadamente a 1 hora con 45 minutos por carretera pavimentada, este se puede realizar a través de busetas y taxis que prestan su servicio hasta La Jagua de Ibirico y a los otros municipios aledaños. 

## Estructura organizacional municipal
| La Jagua de Ibirico | La Jagua de Ibirico | La Jagua de Ibirico        |
| Departamento        | Código DANE         | Categoría municipal (2023) |
| ------------------- | ------------------- | -------------------------- |
| Cesar               | 20400               | Quinta                     |

- Personería: Es un centro del Ministerio Público de Colombia que ejerce, vigila y hace control sobre la gestión de las alcaldías y entes descentralizados; velan por la promoción y protección de los derechos humanos; vigilan el debido proceso, la conservación del medio ambiente, el patrimonio público y la prestación eficiente de los servicios públicos, garantizando a la ciudadanía la defensa de sus derechos e intereses.

- Concejo Municipal: Es la suprema autoridad política del municipio. En materia administrativa sus atribuciones son de carácter normativo. También le corresponde vigilar y hacer control político a la administración municipal. Se regulan por los reglamentos internos de la corporación en el marco de la Constitución Política Colombiana (artículo 313) y las leyes, en especial la Ley 136 de 1994 y la Ley 1551 de 2012.

Constituido por 13 concejales por un periodo de 4 años. 
- Alcaldía Municipal: En esta se encuentra la administración municipal y las entidades descentralizadas del municipio.

El Alcalde se pronuncia mediante decretos y se desempeña como representante legal, judicial y extrajudicial del municipio. El actual Alcalde municipal es Leonardo Hernández Cataño (2024-2027), elegido por voto popular.
- ''JAL''.

## Servicios públicos
- Energía Eléctrica: Afinia, del grupo EPM, es la empresa prestadora del servicio de energía eléctrica.
- Gas Natural: Vanti es la empresa distribuidora y comercializadora de gas natural en el municipio.